# 日本テレビ木曜8時枠連続ドラマ
日本テレビ木曜8時枠連続ドラマ（にほんテレビもくようはちじわくれんぞくドラマ）は、過去9期に渡って日本テレビ系列の木曜20時台（JST）に放送されたテレビドラマの放送枠の名称である。

## 歴史
- 単発特別番組枠『木曜スペシャル』や、クイズ番組『マジカル頭脳パワー!!』などをヒットさせたこの枠も、1950年代中期から1973年までは海外作品や時代劇を中心にしたドラマを放送していた。
- 初作品は海外作品ドラマ『ロビン・フッドの冒険』。その後は主に30分海外作品を放送、歌謡番組『百万ドルの饗宴』で中断後は、六代目市川新之助（現：十二代目市川團十郎）主演の時代劇などを放送するが、ナイターシーズン中はプロ野球中継（当時の枠は20:00 - 21:26）で頻繁に中断、そしてNHK総合の『ふるさとの歌まつり』に次第に人気を奪われ、その後は現代劇『泥棒育ち ドロボーイ』（主演：舟木一夫）しか放送されず、更に前後してこの枠は『ふるさとの歌まつり』のために低迷続きとなり、『ゴールデン・ショット』の様に3ヶ月前後で打ち切られる番組が連発する様になる。
- 長期の中断後、1971年10月7日開始の時代劇『弥次喜多隠密道中』から再開したが、この時期は『ありがとうシリーズ』を始めとしたTBS系列のドラマ路線に食われまくり、1972年10月5日開始の『家光が行く』は3ヶ月で打ち切られ、その後単発時代劇『ご存知時代劇』をつなぎ目的で3ヶ月放送し、この枠のドラマは事実上終了、そして次番組は『木曜スペシャル』となり、以後枠拡大や短縮を繰り返しながら1994年3月まで継続する事となる。
- 2023年現在は『ぐるぐるナインティナイン』というバラエティ番組枠が放送されている。

## 放送作品一覧

### 第1期
- ロビン・フッドの冒険（1956年1月 - 1958年9月） - ここから海外作品&20:00 - 20:30。
- アボット・コステロ 凸凹劇場（1958年10月 - 1959年3月）
- フライト（1959年4月）

※ドラマ中断。この間『ニッカ木曜ワイドアワー』として、単発番組、ないしは『ペリー・コモ・ショー』（以上20:00-21:30）、および『プロ野球ナイター中継』（20:00 - 21:00、ないしは21:30）のいずれかを放送。

### 第2期
- 未知の世界（1960年10月 - 12月）
- ヒッチコック劇場（1960年12月 - 1961年4月） - ここまで海外作品&20:00 - 20:30。

※ドラマ中断、「プロ野球中継」（20:00 - 21:00）を放送。

### 第3期
- 日産劇場（1961年9月 - 12月） - ここから20:00 - 21:00。
- 地方記者（1962年1月 - 4月）

※ドラマ中断。「プロ野球中継」（20:00 - 21:30）を放送。

### 第4期
- ヘッドライト（1962年10月4日 - 12月27日） - ここから20:00 - 20:45枠。
- 青年弁護士（1963年1月3日 - 4月11日）

※ドラマ中断。「プロ野球中継」（20:00 - 21:30）『百万ドルの饗宴』（20:00 - 20:56。21:26終了の時期も有り）を放送。

### 第5期
- 空想科学映画 ウルトラゾーン（1966年10月20日 - 11月10日） - 海外作品。ここから20:00 - 20:56。
- 遊撃戦（1966年11月17日～1967年1月5日） - 水曜20:00より移動。
- 若さま侍捕物帖（六代目市川新之助版）（1967年1月12日～5月25日）
- 遠山の金さん（六代目市川新之助版）（1967年6月8日～10月5日）

※ドラマ中断。『ゴールデン・ショット→大爆発!ダイナマイトサウンズ』『グループサウンズヒット10』『マカロニ・ウェスタン』『木曜時代劇アワー』を放送（『マカロニ』『木曜時代劇』は20:00 - 21:26）

### 第6期
- 泥棒育ち ドロボーイ（1968年10月3日～12月26日）

※ドラマ中断。『キックボクシング』『これが歌謡曲だ!!→歌謡大パーティ ドヒャーと集まれ!!』を放送。

### 第7期
- 特命捜査官キング（1970年12月10日～12月31日）

※ドラマ中断。『木曜映画劇場』を放送（20:00 - 21:26）。

### 第8期
- 弥次喜多隠密道中（1971年10月7日～1972年3月30日）

※ドラマ中断。『木曜映画招待席』（20:00 - 21:26）を放送。

### 第9期
- 家光が行く（1972年10月5日～12月28日） - ここから20:00 - 20:55（1分短縮）。

## 参考資料
- キー局番組編成変遷ひょ～　ほか